# وزارت آموزش و پرورش
وزارت آموزش و پرورش سازمان آموزش کشوری ایران است که مسئولیت آموزش کودکان و نوجوانان و نیز تربیت معلّم را در این کشور برعهده دارد.
در ایران این وزارتخانه از سال ۱۳۴۳ که از وزارت فرهنگ جدا گردید، مسئولیت آموزش عالی (دانشگاه‌ها) را نیز عهده‌دار بوده است؛ امّا پس از تشکیل وزارت علوم، برای ادارهٔ امور دانشگاه‌ها و امور پژوهشی در سطوح عالی، وزارت آموزش و پرورش وظیفهٔ آموزش رایگان همهٔ افراد در مقاطع پیش دبستان، دبستان، دورهٔ اول متوسطه، دورهٔ دوم متوسطه و همچنین ادارهٔ دانشگاه فرهنگیان برای تربیت معلّم و دانشگاه تربیت دبیر شهید رجایی را بر عهده دارد. همچنین تمامی مهد کودک‌ها باید برای فعالیت خود از وزارت آموزش و پرورش مجوز بگیرند. وزارت آموزش و پرورش جمهوری اسلامی ایران، دارای جداسازی جنسیتی از پایین‌ترین مقطع است و آموزش آن، مفاهیم مذهبی (دین رسمی کشور) را به همراه دارد. پس از انقلاب ۱۳۵۷، آموزش در ایران به شکل کلّی، «اسلامی‌سازی» شد؛ به‌طوری‌که تعلیم خرافات مذهبی و تربیت دین‌بنیاد، به محور راهبردی نظام آموزشی ایران تبدیل شد و محتوای علمی در حاشیه قرار گرفت.

## تاریخچه

### کشور شاهنشاهی ایران
سیر تکوین نظام آموزش رسمی ایران، به لحاظ جریان‌های فکری که در آن مؤثر بوده‌اند، در چهار دوره قابل بررسی است:
1. دورهٔ اوّل از ابتدای اعزام محصل به خارج آغاز می‌شود و تا پایان سلطنت ناصرالدین‌شاه که همان دیدگاه‌ها، اهداف و کارکردها دنبال می‌شد، ادامه می‌یابد. در این دوره هدف عمدهٔ دست‌اندرکاران آموزش جدید، دستیابی به علوم و فنون نوین برای رفع نیازهای جامعه بود؛ امّا در عمل، تأثیر فرهنگی اعزام‌شدگان و محصلان دارالفنون در جامعه بیشتر از تأثیر تکنولوژیکی شد.
2. در دورهٔ دوم که از سلطنت مظفرالدین‌شاه آغاز می‌شود و تا انقلاب مشروطه ادامه می‌یابد، تجددگرایان دست‌اندرکار توسعه آموزش جدید بودند. آن‌ها با تشکیل انجمن معارف و تأسیس آموزش ابتدایی و متوسطه امیدوار بودند از طریق توسعهٔ آموزش همگانی زمینهٔ ایجاد حکومت دموکراسی و پارلمانی را فراهم آورند.
3. در دورهٔ سوم که از انقلاب مشروطه تا آغاز حکومت رضاشاه به طول انجامید، بنابر ضرورتی که برای تأسیس نهادهای نوین به سبک غربی احساس می‌شد، قوانین آموزشی با تقلید از الگوهای غربی به تصویب می‌رسید.
4. دورهٔ پایانی در سیر تکوین آموزش رسمی که از سلطنت رضاشاه آغاز شد و به تشکیل وزارت آموزش و پرورش انجامید، توسعهٔ آموزش و پرورش هم‌راستا با سیاست‌های شبه‌مدرنیستی رضاشاه صورت می‌گرفت.

گسترش نظام آموزشی در این دوره بر محور آموزش متوسطه و عالی و تأسیس دانشگاه‌ها بود که با سیاست‌های شبه‌مدرنیستی حکومت هم‌خوانی داشت. این شیوه تا تشکیل وزارت مستقل آموزش و پرورش و تفکیک وظایف آن از امور مطبوعات، اوقاف و… ادامه یافت و کمتر دگرگونی یا تغییری در آن مشاهده شد.
در نظام آموزش قدیم زیر نظر علما و روحانیون، هدف از تعلیم، خواندن قرآن بود، در حالی که در نظام آموزش جدید در زمان پهلوی اوّل، خواندن قرآن در مدارس محدود گردید. آموزش دختران در نظام قدیم به صورت بسیار محدود انجام می‌شد، ولی در زمان پهلوی اوّل، داشتن حجاب در مدارس برای آموزگاران زن و دانش‌آموزان دختر ممنوع شد و بسیاری از دگرگونی‌های دیگری که در جامعه ایران رخ داد.

### جمهوری اسلامی ایران

جلد کتاب اجتماعی متعلق به دورهٔ پهلوی دوم که پس از جنجال حذف دختران از کتب درسی آموزش و پرورش ایران، توسط کاربران و یورونیوز برای مقایسه به کار رفت.

در دوران جمهوری اسلامی، آموزش در ایران با زیرساخت‌های پهلوی ادامه یافت و دولت انقلابی جدید تصمیمی بر توقف آموزش عالی در کشور نگرفت. با این حال، تغییراتی نیز رخ داد. مهم‌ترین دگرگونی، «اسلامی‌سازی» سیستم آموزش ایران و دگرگونی وزارت آموزش و پرورش بود. همهٔ دانش‌آموزان از نظر جنسیتی جدا شدند و جداسازی جنسیتی، وارد آموزش در این کشور شد. کتاب‌ها و نوشتار آموزشی نیز کم‌کم بر اساس نظریات کارشناسان جمهوری اسلامی، تغییر کردند و در طی شش‌ماه پس از انقلاب ۱۳۵۷، مطالب آموزشی مبتنی بر اسلام به آموزشگاه‌های ابتدایی این کشور وارد شد.
آموزش و پرورش در دوران نظام جمهوری اسلامی، یکی از ایدئولوژیک‌ترین نظام‌های آموزشی در جهان بوده است و جذب آموزگار در ایران به دشواری و بر اساس تفتیش عقاید صورت می‌گیرد. بازتولید مفاهیم برآمده از مذهب و مبتنی بر تبعیض‌های جنسیتی در کتاب‌های درسی، سازوکار نظام آموزشی ایران را تشکیل می‌دهد. وزارت آموزش و پرورش نظام جمهوری اسلامی در هر فرصتی به دنبال جذب معلّمانی پرورشی است که عموماً دانش‌آموختگان حوزه‌های علمیه هستند و برای پیش بردن پروپاگاندای ایدئولوژیک جمهوری اسلامی در مدارس تربیت شده‌اند. مجموعهٔ بزرگی از معلّمان و پرسنلی که نظام آموزشی ایران را به پیش می‌برند، بدون اینکه بخواهند، در واقع مجری سیاست‌های ایدئولوژیک نظام جمهوری اسلامی در حوزهٔ آموزش هستند؛ سیاستی که پیشرفت علمی دانش‌آموزان از اولویتی در آن برخوردار نیست و تربیت ایدئولوژیک بر اساس آموزه‌های مورد نظر حاکمیت از اسلام به‌طور ویژه‌ای دنبال می‌شود. آموزش و پرورش جمهوری اسلامی در سال‌های پس از انقلاب ۵۷، با ایجاد «معاونت پرورشی» و «بسیج دانش‌آموزی» و همچنین اعزام «روحانیون» و «هادیان سیاسی» به مدارس و تشکیل «حلقه‌های صالحین»، سعی کرده است که طرز تفکر معلّمان و دانش‌آموزان را کنترل کند. از سوی دیگر، با گسترش حراست و هیئت رسیدگی به تخلفات اداری، به بهانه‌های مختلف با معلّمانی که نسبت به این روش‌ها اعتراض دارند، برخورد کرده است.
سیستم آموزش ایران که زیر نظر وزارت آموزش و پرورش و تحت کنترل حکومت روحانیون است، با کمبود شدید معلّم نیز مواجه است و در عین حال شرایط سخت‌گیرانه‌ای با محوریت معیارهای ایدئولوژیک بر داوطلبان آموزگاری اعمال می‌کند؛ به‌طوری‌که وزارت آموزش و پرورش داوطلبان آموزگاری را به‌دلیل سبک زندگی، فعالیت‌های شبکه‌های اجتماعی و تطابق با معیارهای ایدئولوژیک، نه شایستگی‌های آموزشی، از روند استخدام کنار می‌گذارد. در نتیجه، بسیاری از افراد واجد شرایط از تدریس محروم می‌شوند و این موضوع بحران نیروی انسانی را در مدارس دولتی که بیش از ۸۵ درصد از دانش‌آموزان ایرانی را آموزش می‌دهند، تشدید می‌کند. سیاست‌های محدودکنندهٔ حکومت در سیستم آموزشی، آن را با چالشی اساسی روبه‌رو کرده است. حکومتی که با کمبود گستردهٔ معلّم در سیستم آموزشی ایران مواجه است ولی اولویت خود را بر خلوص ایدئولوژیک در روند استخدام معلّمان قرار داده و شایستگی‌های آموزشی را نادیده می‌گیرد. ردصلاحیت‌های وزارت آموزش و پرورش بر اساس ظاهر شخصی، سبک زندگی و ایدئولوژی میزان کنترل نظام جمهوری اسلامی بر زندگی شهروندان ایرانی را نشان می‌دهد. در حالی که این اقدامات به منظور هم‌سو کردن معلّمان با ارزش‌های حکومتی صورت می‌گیرد، اعتماد عمومی به سیستم آموزشی را تضعیف می‌کند و به فرسایش محیط آموزشی دامن می‌زند.
آموزش و پرورش نظام جمهوری اسلامی نه فقط برای معلّمان بلکه برای دانش‌آموزان نیز تمام تلاش خود را می‌کند که دانش‌آموزانی کاملاً مطیع و تابع ارزش‌های حکومت را تربیت کند. در این شرایط، دانش‌آموزان با خصلت‌هایی متضاد به جامعه وارد می‌شوند. در حالی که در منزل با ارزش‌های غیرایدئولوژیک اسلامی تربیت می‌شوند، در مدرسه به آنان یاد داده می‌شود که تنها در صورت رعایت ارزش‌های ایدئولوژیک می‌توانند در جامعه زندگی کنند. بدین‌منظور، سانسور محتوا و تصاویر کتاب‌های درسی توسط حکومت دنبال می‌شود و از حذف نام پادشاهان و بخشی از تاریخ ایران تا تحریف آن به نفع سیاست‌های کنونی جمهوری اسلامی و حتی حذف اشعار شاعران نامدار ایرانی پیش رفته است. یکی از تلاش‌های حکومت در ایران حذف عاملیت زنان از محتوای کتاب‌های درسی بوده است و سعی می‌شود تا در تدوین کتاب‌های درسی محتوای جنسیت‌زده، تحریفات تاریخی، حذف مبانی آموزشی و جایگزین کردن آن‌ها با محتوای ایدئولوژیک دنبال شود.
بر اساس گزارشی از رادیو فردا، سوگیری‌های اصلی وزارت آموزش و پرورش نمایان‌گر آن است که مقابله با «تهاجم فرضی فرهنگی غرب»، به دغدغهٔ اصلی مسئولان این تشکیلات وزارتی و سایر متولیان فرهنگی ایران، تبدیل شده است. این رسانه، در ۲۱ مردادماه ۱۳۸۹ به شواهدی دست یافت که وزارت آموزش و پرورش در تدارک سری تازه‌ای از اقدامات تبلیغی ایدئولوژیک و سیاسی برای سال‌های تحصیلی آینده بوده و از فشار روحانیون برای این کار، خبر داد.
در اواخر دههٔ ۱۳۹۰، تصویر دختران از روی جلد کتاب درسی سوم ابتدایی حذف و خبرساز شد. منتقدان این عمل، حذف تصویر را نشانه‌ای از تبعیض جنسیتی ساختاری علیه زنان و تمایل‌داشتن به حذف زنان از صحنه اجتماع ایران، عنوان کردند. ریش‌دار کردن مردان نیز در کتاب‌های درسی رسمی کشور، در این دوران انجام شد. آموزش ایدئولوژیک کودکان نیز در دوران جمهوری اسلامی مورد توجه بوده است؛ وجود قابل‌توجه مناسک مذهبی در کتاب‌های درسی، همچون آموزش ریاضی با تصاویر «وضو گرفتن»، به اعتراضات دربارهٔ «آموزش ایدئولوژیک کودکان در ایران» دامن زده است.
سعید پیوندی در رادیو فردا اعلام کرده که آموزش در دوران جمهوری اسلامی با هدف اصلی تحمیل یک نظام ارزشی و فرهنگ دینی خاص به نسل جوان ایران انجام می‌شود. او دلیل فقر کیفیتی آموزش رسمی ایران در این دوران را کمبودها و مشکلات مربوط به امکانات آموزشگاه‌ها، روش‌های سنتی آموزشی، توانایی‌ها و مهارت‌های آموزگاران برای کاربرد روش‌های تازه و متحول کردن آموزش و یادگیری می‌داند.
در سال ۱۳۹۹، گزارش‌های فراوانی از خودکشی دانش‌آموزان ایرانی منتشر شد. در آبان‌ماه ۱۳۹۹ اعلام شد که تنها در یک ماه گذشته، شش دانش‌آموز ایرانی تنها در شهر رامهرمز خودکشی کرده‌اند. دلایل برخی از این خودکشی‌ها بر اساس اعلام‌های رسمی، مربوط به مشکلات مالی تهیه تلفن همراه هوشمند برای حضور در کلاس‌های آنلاین وزارت آموزش و پرورش (پس از دنیاگیری کروناویروس در ایران) بوده‌اند. پس از این گزارش‌ها، انتشار هرگونه گزارش مشابه، ممنوع شد.
در بهمن‌ماه ۱۳۹۹، وزیر آموزش و پرورش ایران رسماً اعلام کرد که «از هر دانش‌آموز می‌توان یک خمینی تولید کرد.» در دوران همین وزیر بود که مشخص شد ۴ هزار مدرسهٔ کانکسی در ایران وجود دارد. کمی بعد نیز در پی رخ دادن یک آتش‌سوزی در یک مدرسهٔ کانکسی در استان خوزستان ایران که باعث سوختگی سه آموزگار و چند دانش‌آموز شده بود، یکی از دانش‌آموزان جان باخت. همچنین در دوران همین وزیر معاون وزیر آموزش و پرورش ایران اعلام داشت که ۳۰ درصد دانش‌آموزان ایرانی در دوران کرونا از ادامهٔ تحصیل محروم و بازمانده‌اند.

## منش و کارکرد سازمان

### تاریخ ایران
بر اساس گزارشی در بی‌بی‌سی فارسی، «جمهوری اسلامی هرگونه قرائت متفاوت از شخصیت‌ها و رویدادهای تاریخی را حذف و سرکوب می‌کند تا تنها روایتگر رسمی تاریخ ایران باقی بماند». با این وجود، در یک کتاب درسی رسمی این دوره، از آریو برزن به عنوان یک قهرمان ایرانی نام برده شده است. جایی دیگر در این کتاب‌ها، آمده بود که «البته بعدها پارت‌ها بیگانگان را از ایران بیرون راندند»؛ که اشاره به پیروزی‌های شاهنشاهان اشکانی بر حکمرانان سلوکی داشت. برخی می‌گویند که جمهوری اسلامی با تاریخ باستان به عنوان یکی از منابع هویت‌ساز، مخالفتی ندارد، بلکه برخلاف ملّی‌گرایان آن را تنها منبع هویت‌ساز جامعه ایرانی نمی‌داند. در پایان این گزارش، اعلام شده بود که «در این نوشته به کتاب‌های دورهٔ ابتدایی ارجاع داده شده است.»
در آبان‌ماه ۱۳۸۸، پس از گذشتن بیشتر از یک ماه از خبر حذف شدن نام شاهان ایرانی از کتاب‌های درسی تاریخ در آموزش و پرورش ایران و پس از یک بار رد این خبر، سرانجام، چنین خبری رسماً مورد تأیید قرار گرفت. مسئولان وزارت آموزش و پرورش، در مورد انگیزهٔ چنین کارهایی، اعلام کردند که قصدشان «پررنگ‌تر کردن نقش مردم نسبت به شاهان در رویدادهای تاریخی است.» اسماعیل نوری‌علا دربارهٔ حذف شدن بخش مهمی از تاریخ از کتاب‌های درسی گفت: «این‌ها با نیت خیر بازنگری در تاریخ، این کار را انجام نداده‌اند. این‌ها بودجه‌های هنگفتی را در این ۳۰ سال خرج کردند و در اختیار اشخاصی چون ناصر پورپیرار قرار دادند تا ثابت کنند ایرانیان پیش از اسلام مردمی وحشی بودند، سلسلهٔ هخامنشیان اصلاً وجود نداشته و کوروش کبیر آدم منحرفی بوده است. همهٔ این کارها را انجام داده‌اند و حالا می‌خواهند آن را قانونمند کنند و در کتب درسی هم بیاورند. ما در این ۳۰ سال شاهد بودیم که هر روز با ادّعای اینکه می‌خواهند تاریخ درست را ارائه دهند، تمام واقعیات تاریخی معاصر و گذشته را منکر شده‌اند.» در آبان‌ماه ۱۳۸۸، حمیدرضا حسینی، کارشناس تاریخ، اعلام داشت: «آنچه مورد اعتراض است، حذف نام شاهان از کتاب‌های درسی نیست، بلکه غلبهٔ رویکردهای غیر علمی در آموزش و پرورش است.» حجت‌الاسلام محیی‌الدین بهرام محمدیان، معاون پژوهشی وزیر آموزش و پرورش نیز در یک مصاحبه با خبرگزاری فارس، گفت: «شاه را حذف نکرده‌ایم، بلکه سلسله شاهنشاهی را از تاریخ کشور حذف کرده‌ایم.»
در آذرماه ۱۳۹۹، حذف شدن آرامگاه کوروش بزرگ از کتاب درسی عربی پایهٔ یازدهم برای چاپ ۱۳۹۹، در میان رسانه‌های فارسی‌زبان، مورد توجه قرار گرفت. دیدگاه‌های مردمی که مورد توجه رسانه اسپوتنیک قرار گرفتند، شامل «پاک کردن تاریخ کشور ایران از کتاب‌ها به نوعی تیشه‌به‌ریشهٔ خود زدن است»، بود.

## سازمان‌ها و بخش‌های وابسته
- باشگاه دانش‌پژوهان جوان
- سازمان پژوهش و برنامه‌ریزی آموزشی

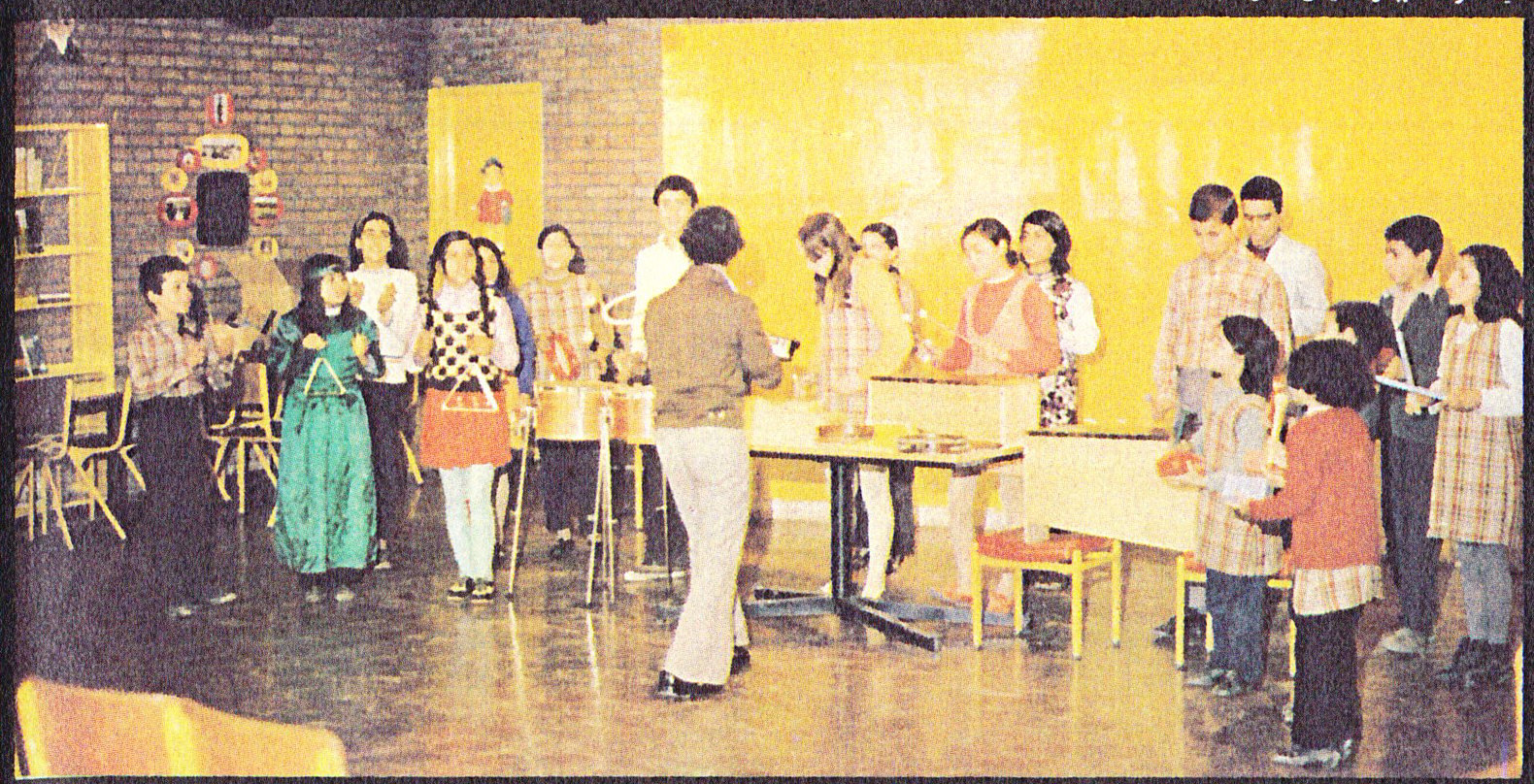
یک کلاس موسیقی در کانون پرورشی و فکری کودکان در سال ۱۳۵۴

- سازمان نوسازی، توسعه و تجهیز مدارس کشور
- سازمان آموزش و پرورش استثنایی
- سازمان دانش‌آموزی
- سازمان ملی پرورش استعدادهای درخشان
- سازمان ملی تعلیم و تربیت کودک
- واحد سازمانی مدارس عادی دولتی وزارت آموزش و پرورش
- کانون پرورش فکری کودکان و نوجوانان
- سازمان مدارس غیردولتی و مشارکت‌های مردمی و خانواده
- سازمان نهضت سوادآموزی
- دانشگاه تربیت دبیر شهید رجایی
- دانشگاه فرهنگیان

## بودجه، آمار مالی و وظیفه تأمین سرانه
در ایران تأمین سرانه‌های آموزشی، بهداشتی و ورزشی به عهدهٔ شهرداری نیست و این وظیفه را دستگاه‌ها و سازمان‌های دیگری به عهده دارند؛ برای مثال، شهرداری وظیفه‌ای برای ساختن مدرسه ندارد و وزارت آموزش و پرورش در این خصوص مسئولیت دارد.

### بودجه
| سال  | اندازه                | سال  | اندازه                |
| ---- | --------------------- | ---- | --------------------- |
| ۱۳۹۸ | ۵۶ هزار میلیارد تومان | ۱۳۹۹ | ۵۷ هزار میلیارد تومان |

## وزیر
وزیر بالاترین مقام این وزارت‌خانه را برعهده دارد که مسئول کنونی آن علیرضا کاظمی است.

## چالش‌ها

### برنامهٔ درسی متراکم در مدارس ایران
برنامهٔ درسی متراکم در مدارس ابتدایی ایران به عنوان یکی از چالش‌های اساسی نظام آموزشی این کشور معرفی شده است. نتایج پژوهش‌ها حاکی از آن است که ساختار جزیره‌ای و رویکرد مهندسی در تصمیم‌گیری‌های آموزشی، فرهنگ عمومی جامعه، شتاب‌زدگی در اصلاحات، سستی در پایش، ضعف در اجرا و بی‌اعتمادی به توانایی معلّمان از عوامل اصلی ایجاد برنامهٔ درسی متراکم در مدارس ایران محسوب می‌شوند. همچنین دخالت مستقیم و اعمال نفوذ برخی گروه‌های خارج از ساختار آموزش و پرورش، حجم زیادی از محتوای آموزشی را ایجاد کرده است. این موضوع را می‌توان در درس‌های هدیه‌های آسمان، قرآن و فارسی مشاهده کرد. نتایج پژوهش‌ها به جزیره‌ای عمل کردن و فقدان هماهنگی در بخش‌های مختلف سازمان آموزش و پرورش نیز اشاره کرده‌اند. پژوهشگران بر این باورند که نوعی بی‌اعتمادی متقابل بین مسئولان و معلّمان در نظام آموزشی ایران وجود دارد که باعث شده است تا مسئولان خود را در مقابله با این مسئله ناتوان بدانند و راه انکار را در پیش بگیرند. یافته‌های مطالعات نشان می‌دهند که برنامهٔ درسی متراکم منجر به یاددهی عجولانه و سلیقه‌ای، یادگیری سطحی و زودگذر، کم‌توجهی به پرورش استعداد و خلاقیت، بی‌رغبتی به درس و مدرسه و فرسودگی شغلی معلّمان ایرانی شده است.

### تقلب گسترده در امتحانات نهایی مدارس ایران
تقلب گسترده در امتحانات نهایی مدارس ایران یکی از چالش‌های نظام آموزشی ایران در سال‌های اخیر است.
از سال ۱۴۰۲ مصوبه شورای عالی انقلاب فرهنگی با موضوع تأثیر قطعی معدل در کنکور سراسری اجرا شد. پیش از این تأثیر معدل در کنکوری سراسری به صورت مثبت بود، یعنی اثری منفی در نتایج کنکور سراسری نداشت.
علی‌رغم اینکه وزیر علوم در بهمن‌ماه ۱۳۹۶ اعلام کرد طبق نظرسنجی سازمان سنجش آموزش کشور از داوطلبان حین برگزاری کنکور سراسری ۸۵ درصد داوطلبان تمایل به تأثیرگذاری سوابق تحصیلی در کنکور ندارند ولی شورای عالی انقلاب فرهنگی مصوبه تأثیر قطعی معدل را در سال ۱۴۰۰ تصویب کرد. همچنین طبق نظرسنجی اندیشکده مقابله با فقر و نابرابری آموزشی در مهرماه ۱۴۰۳ مجدداً ۸۵ درصد از دانش‌آموزان و اولیا و کادر آموزشی خواستار لغو تأثیر قطعی معدل در کنکور سراسری بودند.
طبق اعلام معاون آموزش متوسطه وزارت آموزش و پرورش در سال ۱۴۰۲، ۲۸۰۶ تخلف رسمی در حوزه امتحانات نهایی دبیرستان‌ها رخ داد که شامل ۱۶۷۲ مورد وسیله تقلب، ۳۵۹ مورد استفاده از وسایل و ۱۳ مورد انتشار و افشای سؤالات بعد از شروع آزمون نهایی مدارس می‌شد.
تأثیر قطعی معدل در کنکور سراسری موجب تشدید تقلب در امتحانات نهایی مدارس شده است.
مرکز بررسی‌های استراتژیک نهاد ریاست جمهوری در تاریخ ۵ تیرماه ۱۴۰۰ در یک گزارش کارشناسی ۷ ایراد مصوبه تأثیر قطعی معدل شورای عالی انقلاب فرهنگی را اعلام کرد که یکی از آن‌ها بالا رفتن انگیزه برای تقلب و تخلف در برگزاری امتحانات نهایی بوده است.

### اعتصاب سراسری معلّمان ایران و استخدام روحانیون به عنوان آموزگار
در سال ۲۰۲۱ (۱۴۰۰)، در هنگامی که در این دوره آموزگاران و فرهنگیان ایرانی چند اعتصاب سراسری را برای اعتراض به نقض حقوقشان، تأمین نشدن روزی‌شان و… برگزار کرده بودند، استخدام طلاب (روحانی شیعه) در آموزش در دستور کار وزارت آموزش و پرورش قرار گرفت. وزارت آموزش و پرورش، استخدام ۲۵ هزار طلبه به عنوان آموزگار را برای اسلامی‌سازی آموزشگاه‌ها دانست و چنین کاری را قانونی و بر پایهٔ مصوبات مجلس و شورای عالی انقلاب فرهنگی اعلام کرد. قانون مصوب سال ۱۳۷۵ مجلس شورای اسلامی در مورد به‌خدمت‌گیری روحانیان در آموزش، مورد اشارهٔ این وزارت بود. همزمان با این نیز، ستاد همکاری حوزه‌های علمیه و آموزش و پرورش از چنین طرحی دفاع کرده و استخدام شدن ۲۵ هزار طلبهٔ جدید در آموزش و پرورش را درست دانست و اعلام کرد که در طول تنها یک سال گذشته، ۴۴۰ طلبهٔ دیگر به عنوان آموزگار استخدام شده بودند، امّا باز هم شمارشان کم بود. از چنین کارهایی، با عنوان «سند تحول بنیادین آموزش و پرورش» یاد شده است. این سند، با تأکید علی خامنه‌ای نیز همراه بوده است. ستاد، همچنین اعلام کرد: «پیشینه تعلیم و تربیت در ایران قرن‌ها در اختیار حوزه‌های علمیه بوده (تا پیش از دوران رضاشاه) و اکنون سند تحول بنیادین آموزش و پرورش احیای ارزش‌های معرفتی و دینی است.»

در اعتراض به این موارد، کانون صنفی معلمان ایران در بیانیه‌ای به پایین بودن حقوق آموزگاران، نبود امنیت شغلی و حق بیمه و همچنین «جذب طلاب به عنوان معلم در مدارس» اعتراض کرد. کانون صنفی آموزگاران، درخواست آزادی آموزگاران زندانی را نیز کرد؛ کسانی که از چند سال پیش از این، پس از شرکت در اعتصاب سراسری معلّمان در زندان به‌سر برده‌اند. این کانون، پایان یافتن برخوردهای سرکوبگرانه با آموزگاران را نیز خواستار شد.
«نکتهٔ قابل تأمّل و نگران‌کننده این است که به طلبه‌ها اجازه داده می‌شود، نه‌تنها در رشته‌های علوم تربیتی و دینی بلکه در هشت رشتهٔ متنوع دیگر دبیری و آموزگاری از جمله آموزگاری ابتدایی، دبیری ادبیات فارسی، دبیری علوم اجتماعی، دبیری تاریخ و دبیری فلسفه در آزمون استخدامی شرکت کنند.» بخشی از بیانیهٔ کانون صنفی معلّمان ایران
کانون صنفی معلّمان ایران استخدام آخوندها را «پیش و بیش از هر چیز بیانگر نگاهی غیرتخصصی به موضوع آموزش و پرورش» و «بی‌اعتمادی به علم و نهادهای علمی جدید و نفوذ و سیطرهٔ هرچه بیشتر حوزه‌های علوم دینی بر آن‌ها» شمرد. این بیانیه همچنین به تغییرات گسترده در کتاب‌های درسی ایران اعتراض کرد و نوشت: «علم جدید را به بهانهٔ سکولار بودن تخطئه می‌کنند؛ امّا به‌جز نفرت‌پراکنی در مورد آنچه غیرخودی می‌دانند، هیچ بدیل مناسبی برای عرضه ندارند.»
علیرضا حاجیان‌زاده نیز به‌عنوان مشاور عالی وزیر و دبیر ستاد همکاری حوزه‌های علمیه و آموزش و پرورش همچنین اعلام کرد، «مدارس علوم و معارف اسلامی» که به حوزه‌های علمیه وابستگی خواهند داشت، در استان‌های ایران گشایش خواهند یافت. وی در این مورد نیز افزود: «حضور مبلغین ثابت در مدارس بهترین کار تبلیغی است.» این مقام آموزش و پرورش جمهوری اسلامی، همچنین رسماً اعلام داشت: «پس از یک دهه فعالیت مشترک حوزه علمیه و آموزش و پرورش، اکنون حوزه‌های علمیه به صورت رسمی وارد حوزهٔ تألیف کتب درسی شده‌اند و در تمامی گروه‌های درسی در این بخش نماینده دارند.»

## بازخوردها و دیدگاه‌ها
- سعید پیوندی در رادیو فردا اعلام کرده است که: یکی از مشکل‌های پایه‌ای آموزش در دوران جمهوری اسلامی ایران، پایین بودن کیفیت آموزشی بوده است. این فقر کیفیتی، به دلیل کمبودها و مشکلات مربوط به امکانات آموزشگاه‌ها بوده و افزون بر آن، به روش‌های سنتی آموزشی و توانایی‌ها و مهارت‌های آموزگاران برای کاربرد روش‌های تازه و متحول کردن آموزش و یادگیری بازمی‌گردد.[۱۴] این کارشناس در این رسانه، آموزش در دوران جمهوری اسلامی را با هدف اصلی تحمیل یک نظام ارزشی و فرهنگ دینی خاص به نسل جوان ایران، دانست و اعلام کرده که روش‌های آموزشی در چنین نظامی، آمرانه و استبدادی است و دانش‌آموز، آموزگار و خانواده‌های آنان، باید مطیع سیاست‌هایی باشند که از «بالا» به آموزشگاه‌ها دیکته می‌شوند.[۱۴] این رسانه هدف مسئولان آموزشی جمهوری اسلامی را دینی کردن برنامه‌های درسی و کنترل ایدئولوژیک آموزشگاه‌های ایران دانسته است.[۱۴]
- برخی منتقدان می‌گویند که کتاب درسی کلاس اوّل، بیشتر یادآور روش‌های سنتی‌تر آموزش در ایران است که تا قرن ۱۹ در مکتب‌خانه‌ها دیده می‌شد. مخالفان این روش می‌گویند که در شرایط فعلی، معلّمان کلاس اوّلی خواسته یا ناخواسته برخی از وظایف همان معلّمان دینی قدیم را به شکلی دیگر انجام می‌دهند و دانش‌آموزان در هفته دو جلسه نیز درس قرآن دارند. مرور کتاب دانش‌آموزان نشان می‌دهد که اصرار حاکمیت در ایران برای آموزش‌های دینی در مدارس، به شکل قابل‌توجهی گسترده‌تر از پیش شده و در سطور کتاب نیز مسائل دینی و مذهبی در اولویت قرار دارد. نگاه مذهبی چنان در کتاب‌های درسی پررنگ است که حتی در برخی از نخستین تلاش‌ها برای آموزش مدرن در ایران که از ۱۵۰ سال پیش آغاز شده نیز سابقه نداشته است. تصور عمومی بر این است که با سیاست‌های حاکم در آموزش و پرورش، نظام تعلیم و تربیت در ایران به شکل تمام و کمال شخم زده شده و نظام آموزشی جدیدی بر اساس سند تحول ساخته شده است؛ امّا این نظام برخلاف تبلیغات حکومت، نه‌تنها پس از ۲۰ سال نتوانسته در مقیاس جهانی و حتی منطقه‌ای «الگو» شود، بلکه نتایج امتحانات نهایی نشان می‌دهد که نمرات دانش‌آموزان در بازهٔ زمانی چهار ساله یعنی از سال ۹۸ تا ۱۴۰۲ با افت همراه بوده است. بر اساس اظهارات رئیس مرکز ارزشیابی و تضمین کیفیت نظام آموزش و پرورش، میانگین کشوری نمرات دانش‌آموزان علوم انسانی در امتحانات نهایی خردادماه سال گذشته ۸٫۷۵، علوم تجربی ۱۱٫۲۳ و رشتهٔ ریاضی ۱۰٫۷۹ بوده است. محسن زارعی، رئیس مرکز ارزشیابی و تضمین کیفیت نظام آموزش و پرورش دی‌ماه سال ۱۴۰۲ گفته بود: «در امتحان نهایی امسال فقط یک دانش‌آموز پسر رشتهٔ تجربی در کشور موفق به کسب معدل ۲۰ شد.» او گفته بود، در مجموع شاهد افت نمرات دانش‌آموزان بودیم و سال گذشته (۱۴۰۲–۱۴۰۱) میانگین نمرات در شاخهٔ نظری ۱۱٫۶۲ و امسال به ۱۰٫۰۲ رسید. دربارهٔ چرایی افت شدید تحصیلی دانش‌آموزان، مسئولان آموزشی و رسانه‌های ایران، دلایل متعددی از جمله بی‌انگیزه شدن دانش‌آموزان، حقوق پایین معلّمان، حجم زیاد کتاب‌ها، فضای مجازی، کمبود تجهیزات مدارس و… را ذکر می‌کنند؛ امّا کمتر صحبت از مشکلات و نارسایی «سند تحول بنیادین آموزش و پرورش» و رویکرد ایدئولوژیک به نظام آموزشی است.[۵۷]
- هایده روش، کارشناس مسائل آموزشی، محتوای کتاب‌های درسی در ایران را «غم‌انگیز، ناامید کننده و دلسرد کننده» می‌داند و می‌گوید، آنچه در کتاب‌های درسی تدریس می‌شود با واقعیت جامعه مطابقت ندارد. او می‌گوید: «شما اگر کتاب‌های درسی قبل از انقلاب را ببینید، با عکس‌هایی روبه‌رو می‌شوید که با جامعهٔ آن روز همخوانی داشت. پیش از انقلاب در کتاب درسی، عکسی از صف رأی‌گیری گذاشته بودند که یک خانم با کت و دامن با موهای آرایش کرده بود، یک خانم چادری و یکی با لباس محلّی و یکی با کت و شلوار است؛ ولی در کتاب‌های درسی حال حاضر، تصاویر ایده‌آل موردنظر جمهوری اسلامی وجود دارد که با واقعیات جامعه مطابق نیست. این تصاویر به‌خصوص در سال‌های اوّل تحصیل بیش از کلمات روی ذهن دانش‌آموزان تأثیر می‌گذارد و عکس‌ها با هیچ خیابان و خانه و رستورانی همخوانی ندارد.» خانم روش دربارهٔ نحوهٔ تدریس ریاضی می‌گوید: «در کتاب ریاضی کلاس اوّل ابتدایی برای یاد دادن جمع اعداد می‌گویند، اگر دو رکعت نماز بخوانید و بعد دو رکعت دیگر بخوانید شما چند رکعت نماز خوانده‌اید؛ امّا در بریتانیا می‌گویند، اگر دو تا شکلات مامان بدهد بعد سه تا شکلات هم بابا بدهد، آن‌وقت چند تا شکلات با هم داری.»[۵۸]
- هایده روش، کارشناس مسائل آموزشی بر این باور است در حالی که نگاه ایدئولوژیک بر نظام آموزشی سایه انداخته، نظام آموزش و پرورش با مشکلات عدیده و ابتدایی روبه‌رو است که کمبود معلّم، آماده نبودن کتاب‌های درسی در شروع سال تحصیلی، ترک تحصیل دانش‌آموزان و افت تحصیلی بخشی از این مشکلات است. خانم روش می‌گوید: «طبق آمار وزارت آموزش و پرورش، ساختمان نزدیک به ۳۰ درصد از مدارس ایران مناسب تحصیل نیست و خطر ریزش سقف‌ها وجود دارد و ترمیم و نوسازی نشدند. همچنین سیستم گرمایی و خنک‌کننده برای مناطق گرمسیر و سردسیر وجود ندارد یا کافی نیست. مدارس به تجهیزات لازم آموزشی مانند آزمایشگاه، رایانه و سیستم‌های مدرن آموزشی مجهز نیستند و تراکم کلاس‌ها بالاست.» خانم روش معتقد است: «سیستم آموزشی، جدا از نظام حکومتی نیست… از این رو، تداوم در مدیریت آموزش و پرورش وجود ندارد و تا وقتی که اولویت اوّل حکومت ایدئولوژیک است، امیدی به بهبودی سیستم آموزشی نیست.»[۵۹]